# Arithmetic
"Arithmetic" är den fjärde singeln av den nyzeeländska sångerskan Brooke Fraser. Singeln släpptes den 16 augusti 2004 som den fjärde singeln från hennes debutalbum What to Do with Daylight.
Låten debuterade på plats 38 på den nyzeeländska singellistan den 26 juli 2004 och låg som bäst på plats 8 den 6 september. Den tillbringade totalt 19 veckor på listan och föll bort efter den 6 december. Nästa singel från albumet blev låten "Without You".

## Listplaceringar
| Lista (2004) | Topplacering |
| ------------ | ------------ |
| Nya Zeeland  | 8            |